# Sergei Luzhetskii
Sergei Luzhetski (en russe : Сергей Лужецкий), né en 1995, est un grimpeur russe.

## Biographie
Il  remporte aux Championnats d'Europe d'escalade 2020 à Moscou la médaille d'argent en bloc et la médaille de bronze en combiné.

## Palmarès

### Championnats d'Europe
- 2020 à Moscou,  Russie
  -  Médaille d'argent en bloc
  -  Médaille de bronze en combiné